# 미국 아프리카 사령부
미국 아프리카 사령부(United States Africa Command (AFRICOM)) 또는 아프리콤은 미국 국방부에 속한 통합전투사령부 중 하나이며. 이집트를 제외한 53개 지역에 달하는 아프리카 민족국가와의 군사협조와 군사작전을 담당한다. 아프리콤은 2007년 10월 1일에 유럽 지역 사령부의 임시 하위 사령부로 수립되었다. 유럽 지역 사령부는 20년 이상 40개의 아프리카 국가들과 군사작전을 진행한바 있다. 아프리콤은 2008년 10월 1일에 워싱턴에 자리잡고 있는 아프리카 국가들의 대표부 관계자들이 참석한 가운데 펜타곤에서의 행사에서 공식적으로 활동을 시작하였다.

## 본부
아프리콤 당국자들은 그들이 아프리카에 본부 또는 베이스 캠프를 설치하려고 한 것이 아니라고 강조한다. 사실상 아프리카 지역의 자생 단체들은 미국이 아프리카에 주둔하는 것을 차단하겠다고 단언하고 있는 상태이다. 라이베리아(Liberia)를 제외한 모든 아프리카 국민국가들이 새로운 사령부를 유치하기를 거부하고 있는 것이다. 아프리콤은 그러한 반대를 대비하여 단일 전투 사령부를 주둔시키지 않고, 다양한 지역에 걸쳐 네트워크 방식의 "분산 사령부(distributed command)"를 만드는 것을 기획한 것으로 알려지고 있다. 아프리가 대륙의 국가들은 그러한 사령부를 거부했으나 미국은 이 아프리콤 "프로그램" 및 지역 국가와의 파트너쉽을 강행하기로 하였으며, 본부의 위치는 사령부의 체계가 확립된 이후에 논의하기로 한 것으로 알려지고 있다. 2008년 2월, 아프리콤의 대변인은 아프리콤 본부가 독일 슈투트가르트에 자리잡게 될 것이라고 발표했다.

## 아프리콤 추진의 지정학적 배경(2000-2006)
아프리콤 창립에 앞서, 미국 육해공군 지역 사령부는 미합중국의 아프리카 군사 작전에 대한 역할을 재정립하게 되었다. 미국 해군 대학원은 2007년 1월, 미국의 대 아프리카 정책이 최소한 중장기간에 걸쳐 주로 국제적인 테러리즘에 대한 대책으로서 재정의될 것이라고 언급하였다. 이와 더불어 아프리카에 매장된 석유 자원의 중요성도 매우 높아지고 있으며, 21세기 초반부터 시작된 중국과 아프리카의 관계가 급속도로 진척되고 있는 것도 아프리콤 설립에 큰 영향을 미친 것으로 분석하였다.
미군의 한 관리가 아프리콤의 설립의 필요성을 설명하는 공식 언론 기사를 2000년 11월에 작성하기도 하였다. 아프리카 석유자원 정책 주도권 단체(African Oil Policy Initiative Group)로부터 나온 2002년 1월자 보고서로 말미암아 아프리콤과 같은 군사 조직에 대한 필요성이 미국 안보 관련 커뮤니티 내부에서 처음 논의되었으나, 기니만을 담당할 사령부 소속 하부 조직을 창설하자는 것이 원래의 제안이었다고 한다. AOPIG의 보고서는 미국의 첩보 관련 커뮤니티에서 2015년까지 아프리카산 석유의 약 25퍼센트를 구매할 것으로 추산했다는 것을 강조하였다. 현재 미국 입장에서 가장 관심의 대상이 되고 있는 지역은 사하라/사헬 지역이며, 아즈텍 사일런스 연합 작전군이 이 지역을 무대로 "항구적 자유 작전 - 트랜스 사하라로 명명된 대테러 작전을 수행중이다. 다른 관심 대상 지역은 연합합동태스크포스 "아프리카의 뿔"(|CJTF-HOA)이 동명의 작전을 수행하고 있는 지부티(Djibouti), 기니만 등으로 이들 지역에는 석유 자원의 중요성이 점증하리하는 전망이 나오고 있다. 미국 의회는 미화 500만 달러 규모의 예산을 허가하여 아프리카(알제리, 차드, 말리, 모리타니아, 니제르, 세네갈, 나이지리아와 모로코)에서 활동 중인 알카에다의 대테러 작전을 6년 이상 수행할 수 있도록 했다. 2004년 해외 주둔 미군 재배치 계획(GRP : Global Posture Review)에 의하여 많은 수의 안보협력대상지역(Cooperative Security Location:CSLs)과 전진작전지점(FOSs)이 아프리카 대륙에 설치되었다. 이 지역들은 지부티의 캠프 레모니에르(Camp Lemonier)와 마찬가지로 아프리콤의 기반 지역으로 활용한다는 것이 미국 국방부의 계획이다.

## 구조

### 지휘부
- 사령관 : 미국 육군 스테판 J. 타운센드 (Stephen J. Townsend)[8]
- 작전 부사령관 : 미국 해군 Vice Admiral 마이클 T. 프랭캔 (Michael T. Franken)[9]
- 참모장 : 미국 육군 소장 로저 L. 클라우티어 Jr. (Roger L. Cloutier Jr.)[10]
- 주임 원사 :  미국 공군 라몬 "CZ" 콜론-로페즈 (Ramon "CZ" Colon-Lopez)(Michael T. Franken)[11]
- 민간-군사 연대 부사령관 : 미국 정부 외교관  알렉산더 라스카리스 (Alexander M. Laskaris)[12]

### 편성

AFRICOM의 근무구성군
미국 아프리카 육군 (USARAF) 이탈리아 캠프 비첸차
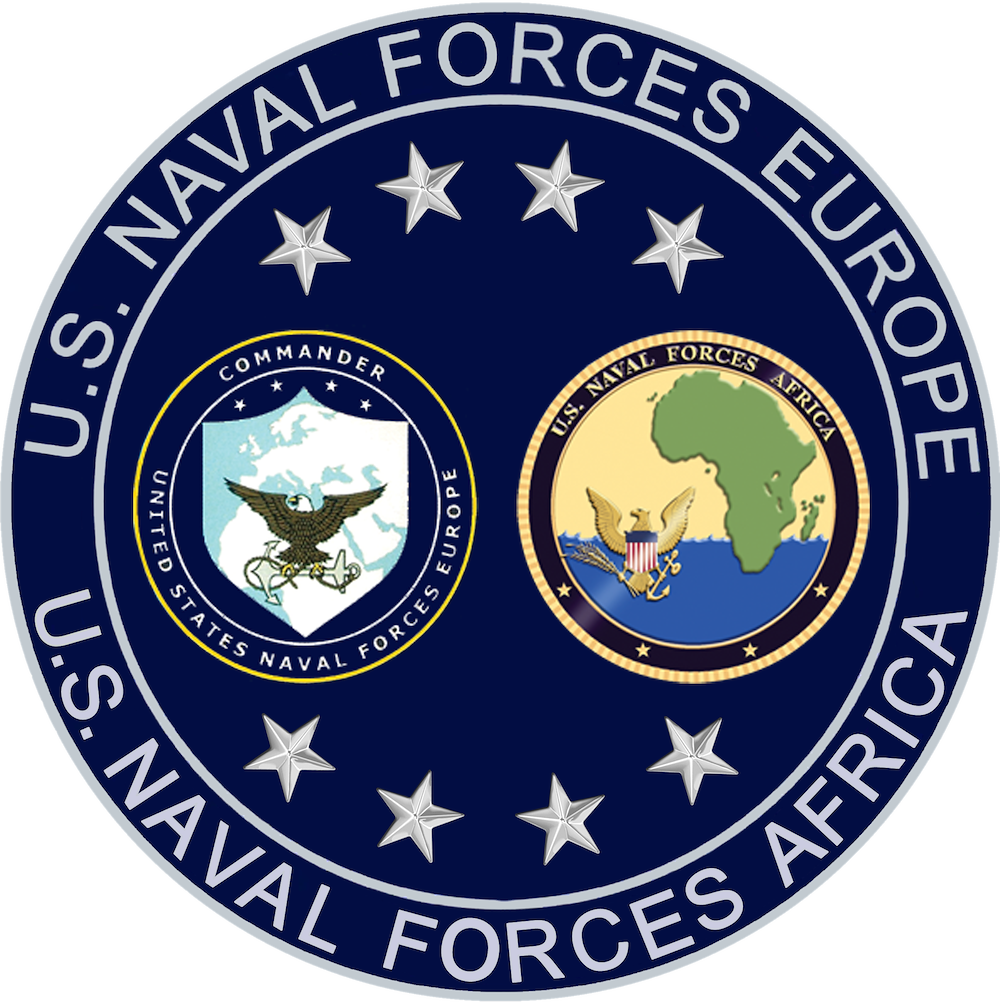
미국 아프리카 해군 (NAVAF) 이탈리아 나폴리 해군지원처
미국 아프리카 공군 (USAFAFRICA) 독일 람슈타인 공군기지
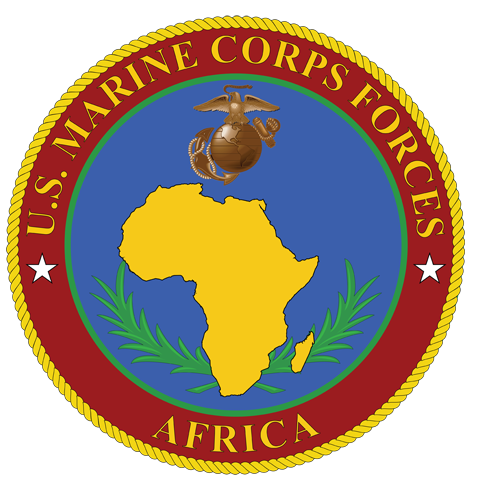
미국 아프리카 해병대 (MARFORAF) 독일 슈투트가르트
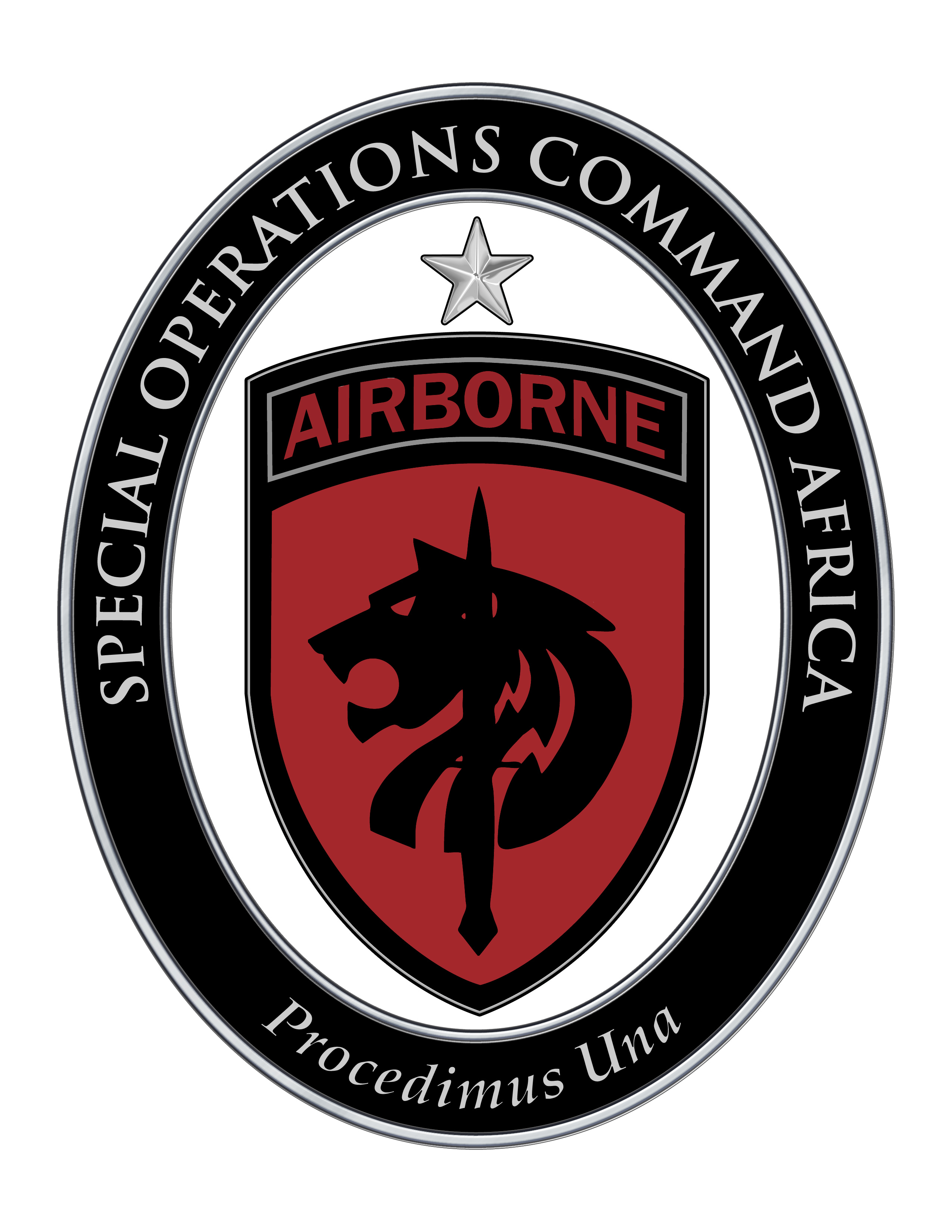
아프리카 특수작전사령부 (SOCAFRICA)

- 미국 아프리카 공군
  -  제17공군 (13 AF); 2008년 10월 1일 ~ 2012년
  -  제3공군 (3 AF); 2012년 ~ 현재
- 미국 아프리카 해병대
  -  특수목적 해병 공지태스크포스-위기 대응-아프리카 (SP-MAGTF-CR-AF)
- 아프리카 특수작전사령부
  - SOCARFICA 사령관: USAFRICOM 사령관의 특수작전 조언자
  - 중부 전방 특수작전사령부: 신의 저항군 통제부대
  - 동부 전방 특수작전사령부: 항구적 자유 작전 - 아프리카의 뿔 통제부대  연합합동태스크포스 - 아프리카의 뿔
  - 서부 전방 특수작전사령부: 항구적 자유 작전 - 트란스 사하라 합동특수태스크포스
  - 제10해군특수전대 (Naval Special Warfare Unit 10)
  - 아프리카 특수작전항공구성군 (Joint Special Operations Air Component Africa)
  - SOCAFRICA 통신분견대

## 프로그램

### 협력
- 아프리카 긴급작전훈련원조
- 아프리카 파트너십 스테이션
- 전투 테러리즘 협력 프로그램
- 유행병 대응 프로그램
- 국가 파트너십 프로그램

### 작전
- 신의 저항군 반란, 1987년 ~ 현재
  - 관찰자 컴퍼스 작전(영어판), 2011년 ~ 2017년
- 항구적 자유 작전, 2001년 9월 14일 ~ 2021년 8월 30일
  - 항구적 자유 작전 - 아프리카의 뿔 (CJTF-아프리카의 뿔)
- 항구적 자유 작전 - 트란스 사하라, 주니퍼 실드로 개명됨.
- 사헬 전쟁, 2016년 1월 15일 ~ 현재
  - 주니퍼 실드 작전 옛, 항구적 자유 작전-사하라 종단 (SOJTF-주니퍼 실드), 2007년
- 2001년 리비아 군사개입: 통합 보호자 작전
  - 오디세이 새벽 작전

### 연습
- 브라이트 스타 작전, 2~3년 주기 이집트 공군과의 다국적 훈련
- 셰어드 어코드
- 아프리칸 라이언
- 유나이티드 어코드
- 유니파이드 포커스
- 오밴게임 익스프레스
- 저스티파이드 어코드
- 커틀래스 익스프레스
- 플린트록
- 피닉스 익스프레스

## 역대 사령관
| #                                                                                                  | 사진 | 군별        | 성명                                             | 취임일          | 이임일          | 일 수  |
| -------------------------------------------------------------------------------------------------- | ---- | ----------- | ------------------------------------------------ | --------------- | --------------- | ------ |
| 1.                                                                                                 |      | 미국 육군   | 대장 William E. Ward 윌리엄 E. 와드              | 2007년 10월 1일 | 2011년 3월 8일  | 1254일 |
| 2.                                                                                                 |      | 미국 육군   | 대장 Carter F. Ham 카터 F. 햄                    | 2011년 3월 8일  | 2013년 4월 5일  | 759일  |
| 3.                                                                                                 |      | 미국 육군   | 대장 David M. Rodriguez 데이비드 M. 로드리게즈   | 2013년 4월 5일  | 2016년 7월 18일 | 1200일 |
| 4.                                                                                                 |      | 미국 해병대 | 대장 Thomas D. Waldhauser (토머스 D. 왈드하우저) | 2016년 7월 18일 | 2019년 7월 25일 | 3189일 |
| 5.                                                                                                 |      | 미국 육군   | 대장 Stephen J. Townsend 스테판 J. 타운센드      | 2019년 7월 26일 | 임기중          | 2086일 |
| 출처 : “Former Commanders of U.S. Africa Command” (영어). USAFRICOM PAO. 2020년 8월 24일에 확인함. |      |             |                                                  |                 |                 |        |